# Vật tại Đại hội Thể thao Đông Nam Á 2009
Vật tại Đại hội Thể thao Đông Nam Á năm 2009 diễn ra trong khuôn khổ SEA Games lần thứ 25, tổ chức tại Viêng Chăn, Lào,  với bộ môn vật được tổ chức tại Nhà thi đấu Booyong (Booyong Gymnasium) từ ngày 15 đến ngày 17 tháng 12 năm 2009.
Chương trình thi đấu gồm hai thể loại là vật tự do và vật cổ điển cho cả nam và nữ chia thành nhiều hạng cân. Trong đó nội dung của nam bao gồm vật tự do và vật cổ điển, trong khi nữ chỉ thi đấu vật tự do. Có tổng cộng 18 bộ huy chương đựoc trao.
Đoàn thể thao Việt Nam tiếp tục thể hiện thế mạnh của mình khi giành vị trí nhất toàn đoàn với 7 huy chương vàng.

## Bảng huy chương
| Hạng               | Đoàn               | Vàng | Bạc | Đồng | Tổng số |
| ------------------ | ------------------ | ---- | --- | ---- | ------- |
| 1                  | Việt Nam (VIE)     | 7    | 6   | 0    | 13      |
| 2                  | Philippines (PHI)  | 3    | 2   | 4    | 9       |
| 2                  | Thái Lan (THA)     | 3    | 2   | 4    | 9       |
| 4                  | Indonesia (INA)    | 2    | 4   | 6    | 12      |
| 5                  | Lào (LAO)          | 2    | 0   | 5    | 7       |
| 6                  | Campuchia (CAM)    | 1    | 3   | 3    | 7       |
| 7                  | Singapore (SIN)    | 0    | 1   | 0    | 1       |
| Tổng số (7 đơn vị) | Tổng số (7 đơn vị) | 18   | 18  | 22   | 58      |

## Tóm tắt kết quả

### Nam

#### Tự do
| Hạng cân  | Vàng                        | Bạc                             | Đồng                           |
| --------- | --------------------------- | ------------------------------- | ------------------------------ |
| <50 kg    | Phạm Đức Khang · Việt Nam   | Paulodelos Santos · Philippines | Vansalong · Lào                |
| <50 kg    | Phạm Đức Khang · Việt Nam   | Paulodelos Santos · Philippines | Eko Roni Saputra · Indonesia   |
| 50–55 kg  | Nguyễn Huy Hà · Việt Nam    | M Ricky Fajar · Indonesia       | Jerry Angana · Philippines     |
| 50–55 kg  | Nguyễn Huy Hà · Việt Nam    | M Ricky Fajar · Indonesia       | Chatchai Saensung · Thái Lan   |
| 55–60 kg  | Nguyễn Thế Anh · Việt Nam   | Muh Badrriansyah · Indonesia    | Roque Mana-ay · Philippines    |
| 60–66 kg  | Jimmy Angana · Philippines  | Bùi Tuấn Anh · Việt Nam         | Ardiansyah Darmawa · Indonesia |
| 66–74 kg  | Fahriansyah · Indonesia     | Sulaiman Yusoff · Singapore     | Phonexay · Lào                 |
| 74–84 kg  | Jason Balabal · Philippines | Surachet Kwannai · Thái Lan     | Dorn Saov · Campuchia          |
| 96–120 kg | Hà Văn Hiếu · Việt Nam      | Chum Chivinn · Campuchia        | Sengtavanh · Lào               |

#### Cổ điển
| Hạng cân | Vàng                           | Bạc                             | Đồng                          |
| -------- | ------------------------------ | ------------------------------- | ----------------------------- |
| 50 kg    | Ardiansyah · Indonesia         | Kritsada Kongsrichai · Thái Lan | Thammavongsa · Lào            |
| 55 kg    | Margarito Angana · Philippines | Hồ Quang Hải · Việt Nam         | Arbainsyah · Indonesia        |
| 55 kg    | Margarito Angana · Philippines | Hồ Quang Hải · Việt Nam         | Jeerawat Wichain · Thái Lan   |
| 60 kg    | Tạ Ngọc Tấn · Việt Nam         | Muhamad Aliansyah · Indonesia   | Melchor Tumasis · Philippines |
| 66 kg    | Sutep Oomchompoo · Thái Lan    | Khổng Văn Khoa · Việt Nam       | Ngabdi · Indonesia            |
| 74 kg    | Mẫn Bá Xuân · Việt Nam         | Michael Baletin · Philippines   | Dorn Saov · Campuchia         |
| 84 kg    | Inthanousone · Lào             | Dương Văn Tùng · Việt Nam       | Suandiwiraala · Indonesia     |
| 120 kg   | Khonekeo · Lào                 | Chum Chivinn · Campuchia        | Puris Kaewkoed · Thái Lan     |

### Nữ
| Hạng cân | Vàng                         | Bạc                        | Đồng                           |
| -------- | ---------------------------- | -------------------------- | ------------------------------ |
| <45 kg   | Chov Sotheara · Campuchia    | Vũ Thị Mai · Việt Nam      | Maribel Jambora · Philippines  |
| 48–51 kg | Phạm Thị Huệ · Việt Nam      | Sulis Yuliani · Indonesia  | Chey Channreaksmey · Campuchia |
| 48–51 kg | Phạm Thị Huệ · Việt Nam      | Sulis Yuliani · Indonesia  | Amornrat Thanuthong · Thái Lan |
| 51–55 kg | Darunee Ora-in · Thái Lan    | Try Sothavy · Campuchia    | Oday · Lào                     |
| 55–60 kg | Wilaywan Thongkam · Thái Lan | Lương Thị Quyên · Việt Nam | Ridah Wahdaniyati · Indonesia  |